# Сестіно
Сестіно (італ. Sestino) — муніципалітет в Італії, у регіоні Тоскана,  провінція Ареццо.
Сестіно розташоване на відстані близько 210 км на північ від Рима, 85 км на схід від Флоренції, 45 км на північний схід від Ареццо.
Населення — 1371 особа (2014).
Щорічний фестиваль відбувається 12 травня. Покровитель — San Pancrazio.

## Демографія
Населення за роками:

Станом на 1 січня 2023 року в муніципалітеті офіційно проживало 111 іноземців з 20 країн, серед них 24 громадяни країн Євросоюзу та 5 громадян України.

## Сусідні муніципалітети
- Бадія-Тедальда
- Бельфорте-алл'Ізауро
- Борго-Паче
- Карпенья
- Кастельдельчі
- Меркателло-суль-Метауро
- Пеннабіллі
- П'яндімелето